# Зображуваний функтор
В теорії категорій, зображуваний функтор — функтор спеціального типу з довільної категорії в категорію множин. У певному сенсі, такі функтори задають опис категорії в термінах множин і функцій.

## Означення
Нехай C — локально мала категорія, тоді для кожного її об'єкту A Hom(A, -) — функтор Hom, який відправляє об'єкти X у множини Hom(A, X).
Функтор F: C → Set називається зображуваним, якщо він є натурально ізоморфним Hom(A, -) для деякого об'єкта A категорії C.
Контраваріантний функтор G з C в Set, називається зображуваним, якщо він є натурально ізоморфним контраваріантному hom-функтору Hom(-, A) для деякого об'єкта A категорії C.

## Універсальні елементи
Згідно леми Йонеди, натуральні перетворення Hom(A, -) в F знаходяться у взаємно-однозначній відповідності з елементами F(A). Щоб отримати зображення F потрібно дізнатися, для якого u ∈ F(A) відповідне натуральне перетворення є ізоморфізмом. Це мотивує таке означення:
Універсальним елементом функтора F: C → Set називається пара (A, u), де A — об'єкт у C і u ∈ F(A), такі що для будь-якої пари (X, v) , v ∈ F(X) існує єдиний морфізм f: A → X, такий що (Ff) u = v.
Природне перетворення, індуковане u ∈ F(A) є ізоморфізмом тоді і тільки тоді, коли (A, u) — універсальний елемент. Тому на зображення функтора часто посилаються як на універсальні елементи. З універсальності випливає, що зображення функтора є єдиним з точністю до єдиного ізоморфізму (втім, єдиність випливає і з повноти вкладення Йонеди).

## Приклади
- Розглянемо контраваріантний функтор P: Set → Set, який відправляє множину у її булеан, а функцію в операцію взяття прообразу підмножини. Для зображення функтора потрібна пара (A, u), така що для будь-якої множини X, множина Hom (X, A) є ізоморфною P(X) через функцію ΦX(f) = (Pf)u = f-1(u). Візьмемо A = {0,1}, u = {1}, відповідна функція з X в A — характеристична функція множини S .
- забутливий функтор у Set дуже часто є зображуваним. Зокрема, забутливий функтор буде зображеним (A, u), якщо A — вільний об'єкт над синґлетоном u .
  - забутливий функтор Grp → Set з категорії груп є зображуваним за допомогою пари (Z, 1).
  - забутливий функтор Ring → Set з категорії кілець є зображуваним за допомогою пари (Z[x], x).
  - забутливий функтор Vect → Set з категорії дійсних векторних просторів є зображуваним за допомогою пари (R, 1).
  - забутливий функтор Top → Set з категорії топологічних просторів є зображуваним через топологічний простір з одним елементом.
- Нехай E є метричним простором. У категорії повних метричних просторів із метричними відображеннями (неперервними відображеннями, що не збільшують відстані) функтор, що переводить повний метричний простір X у  Hom (E, X) є зображуваним за допомогою поповнення простору E і вкладення простору E у своє поповнення.
- Нехай E є топологічним простором. У категорії компактних топологічних просторів функтор, що переводить компактний простір X у  Hom (E, X) є зображуваним за допомогою компактифікації Стоуна — Чеха простору E.
- Нехай R є комутативним кільцем, а E і F двома R-модулями. Функтор, що кожному R-модулю G зіставляє множину білінійних відображень із {\displaystyle E\times F} у G є зображуваним за допомогою тензорного добутку E і F.
- Нехай X є топологічним простором і Y підмножиною X. Розглянемо контраваріантний функтор із категорії топологічних просторів у категорію множин, що кожному топологічному простору A зіставляє множину неперервних відображень із A у X образи яких належать Y. Цей функтор зображується за допомогою індукованої топології з X на Y.
- Нехай X є локально компактним топологічним простором і Y довільним топологічним простором. Функтор {\displaystyle T\mapsto Hom_{Top}(T\times X,Y)} зображується за допомогою простору неперервних функцій із X у Y із компактно-відкритою топологією.

## Зв'язок з універсальними стрілками і спряженими функторами
Категорні означення універсальної стрілки і спряжених функторів можуть бути виражені через зображувані функтори.
Нехай G: D → C — функтор і X — об'єкт C. Тоді (A, φ) — універсальна стрілка з X в G тоді і тільки тоді, коли (A, φ) — зображення функтора HomC(X, G -) з D в Set. З цього випливає, що G має лівий спряжений функтор F тоді і тільки тоді, коли HomC(X, G-) є зображуваним для всіх X в C. 